# Академическая гребля на летних Олимпийских играх 1928
Соревнования по академической гребле на летних Олимпийских играх 1928 года проводились только среди мужчин. В них приняло участие 245 спортсменов из 19 стран.

## Общий медальный зачёт
| Место | Страна         | Золото | Серебро | Бронза | Всего |
| ----- | -------------- | ------ | ------- | ------ | ----- |
| 1     | США            | 2      | 2       | 1      | 5     |
| 2     | Великобритания | 1      | 2       | 1      | 4     |
| 3     | Швейцария      | 1      | 1       | 0      | 2     |
| 4     | Италия         | 1      | 0       | 1      | 2     |
| 5     | Австралия      | 1      | 0       | 0      | 1     |
| 5     | Германия       | 1      | 0       | 0      | 1     |
| 6     | Канада         | 0      | 1       | 1      | 2     |
| 7     | Франция        | 0      | 1       | 0      | 1     |
| 8     | Австрия        | 0      | 0       | 1      | 1     |
| 8     | Бельгия        | 0      | 0       | 1      | 1     |
| 8     | Польша         | 0      | 0       | 1      | 1     |

## Медалисты
| Дисциплина                      | Золото | Серебро | Бронза |
| ------------------------------- | --- | --- | --- |
| Одиночки подробнее              | Генри Пирс Австралия | Кеннет Майерс США | Дэвид Коллет Великобритания |
| Двойки парные                   | США · Пол Костелло · Чарльз Маклвейн | Канада · Джозеф Райт-младший · Джек Гест | Австрия · Лео Лозерт · Виктор Флессл |
| Двойки распашные без рулевого   | Германия · Курт Мёштер · Бруно Мюллер | Великобритания · Теренс О’Брайен · Роберт Нисбет | США · Пол Макдауэлл · Джон Шмитт |
| Двойки распашные с рулевым      | Швейцария · Ханс Шёхлин · Карл Шёхлин · Ханс Буркен | Франция · Арман Марсель · Эдуар Марсель · Анри Прео | Бельгия · Леон Фламен · Франсуа де Конинк · Жорж Антони                                                                                       |
| Четвёрки распашные без рулевого | Великобритания · Ричард Бизли · Эдвард Воган Беван · Джон Лэндер · Майкл Ворринер                                                                          | США · Чарльз Карл · Уильям Миллер · Джордж Хилис · Эрнест Байер                                                                                                  | Италия · Чезаре Росси · Пьетро Фрески · Умберто Бонаде · Паоло Дженнари                                                                       |
| Четвёрки распашные с рулевым    | Италия · Валерио Перентин · Джилианте д’Эсте · Николо Виттори · Джованни Делизе · Ренато Петронио                                                          | Швейцария · Эрнст Хаас · ЙОзеф Майер · Отто Бухер · Карл Швеглер · Фриц Бёш                                                                                      | Польша · Францишек Брониковский · Эдмунд Янковский · Леон Биркхольц · Бернард Ормановский · Болеслав Древек                                   |
| Восьмёрки                       | США · Марвин Столдер · Джон Бринк · Фрэнсис Фредерик · Уильям Томпсон · Уильям Далли · Джеймс Уэркман · Хьюберт Колдуэлл · Питер Донлон · Дональд Блессинг | Великобритания · Джеми Гамильтон · Гай Оливер Николс · Джон Бэдкок · Дональд Голлан · Гарольд Лэйн · Гордон Киллик · Джек Бересфорд · Гарольд Вест · Артур Салли | Канада · Фредерик Хеджес · Фрэнк Фиддес · Джон Хэнд · Херберт Ричардсон · Джек Мёрдок · Атол Мич · Эдгар Норрис · Уильям Росс · Джон Доннелли |